# Dever Orgill
Dever Akeem Orgill (Port Antonio, 8 maart 1990) is een Jamaicaanse profvoetballer die voor het Turkse Ankaragücü speelt.

## Carrière
Op 15 augustus 2008 werd Orgill bij de hoofdselectie van de Vancouver Whitecaps gehaald, na een veelbelovend begin werd hij aan zusterclub Whitecaps Residency twee maal uitgeleend. In juli 2010 werd hij vrijgelaten door zijn club vanwege disciplinaire redenen. In augustus 2010 tekende hij een contract bij St. George's SC en keerde daarmee terug naar zijn geboorteland Jamaica.
In april 2013 na een korte proefperiode tekende Orgill een contract met IFK Mariehamn in Finland.

## Erelijst
Vancouver Whitecaps
- USL First Division, 2008

 IFK Mariehamn
- Finse voetbalbeker, 2015
- Veikkausliiga, 2016